# Cerro Azul, Guerrero
Cerro Azul är en ort i Mexiko.   Den ligger i kommunen Alcozauca de Guerrero och delstaten Guerrero, i den sydöstra delen av landet, 240 km söder om huvudstaden Mexico City. Cerro Azul ligger 1 745 meter över havet och antalet invånare är 199.
Terrängen runt Cerro Azul är kuperad, och sluttar norrut. Runt Cerro Azul är det ganska tätbefolkat, med 65 invånare per kvadratkilometer. Närmaste större samhälle är Almolonga de Ocampo, 3,3 km öster om Cerro Azul. I omgivningarna runt Cerro Azul växer huvudsakligen savannskog.